# Javier Beltrán
Javier Beltrán Andreu (Barcellona, 18 maggio 1983) è un attore spagnolo.

## Biografia
Frequenta per quattro anni l'Universidad Pompeu Fabra a Barcellona e studia arti drammatiche, danza e comunicazione radio. Recita in numerose opere teatrali e debutta sul grande schermo come protagonista nel film Little Ashes nel quale interpreta il poeta e drammaturgo Federico García Lorca.

## Filmografia

### Cinema
- Little Ashes, regia di Paul Morrison (2008)
- El paso, regia di Daniel Torres Santeugini - cortometraggio (2008)
- Animals, regia di Marçal Forés (2011)
- Quando Dio imparò a scrivere (Los renglones torcidos de Dios), regia di Oriol Paulo (2022)

### Televisione
- Zoo – serie TV, 20 episodi (2008)
- Tornarem – miniserie TV, episodi 1x01-1x02 (2011)
- La Riera – serie TV, 11 episodi (2011-2012)